# Kossuthfalva
Kossuthfalva Budapest egyik városrésze a XX. kerületben.

## Fekvése
Határai: Nagykőrösi út a Nagysándor József utcáig – Magyar utca – Vécsey utca – Átlós utca – Virág Benedek utca – Szent Imre herceg utca – Nagysándor József utca a Nagykőrösi útig.

## Története
1870-ben a Soroksárhoz tartozó területet egy angol bank felparcelláztatta. Az eredetileg „Kossuth helység” nevű település 1871-ben vette fel a Kossuthfalva nevet. 1897. július 11-én szakadt el Soroksártól és nagyközségként egyesült Erzsébetfalvával, ez utóbbi néven. A rendszerváltáskor a régi városrész nevet a kerületi tanács felújította.